# Batuque (documentário)
Batuque é um documentário de Cabo Verde de 2007 dirigido por Júlio Silvão Tavares.

## Sinopse
Em 1462 chegaram a Cabo Verde os primeiros escravos levados pelos colonos portugueses. Levaram consigo os ritmos e as raízes do BATUQUE: música de mulheres e dança sensual. As cantoras repetem letras com muita força. Sentadas numa roda, marcam o ritmo com a palma das mãos num pedaço de pano, enquanto uma delas executa, com as ancas, uma dança muito sensual no centro do círculo. 
O Batuque acompanha todo e cada momento do dia na ilha. A batida é constante e as mulheres riem-se. 
Em destaque o grupo Batucadeiras “Raiz di Tambarina”.

## Ficha técnica
- Realizador: Júlio Silvão Tavares
- Produção: LX Filmes e Laterit Production
- Director de Fotografia: Cesar Paes
- Montagem: César Paes e Agnès Contensou
- Som: António Pedro Figueiredo

## Festivais
- «Africa in the Picture, Holanda». (2007)
- «International Documentary Film Festival, Dinamarca»
- AfryKamera Film Festival, Poland